# جو ستانكا
جو ستانكا (بالإنجليزية: Joe Stanka)‏ هو لاعب كرة قاعدة أمريكي، ولد في 23 يوليو 1931 في مقاطعة هارمون في الولايات المتحدة، وتوفي في 15 أكتوبر 2018 في تكساس في الولايات المتحدة.

## وصلات خارجية
- جو ستانكا على موقع الدوري الياباني لكرة القاعدة (الإنجليزية)
- جو ستانكا على موقعبيزبول رفرنس.كوم (الدوري الرئيسي) (الإنجليزية)
- جو ستانكا على موقع إي إس بي إن.كوم (أم.أل.بي) (الإنجليزية)
- جو ستانكا على موقع مشجعي الرسوم البيانية (الإنجليزية)